# Зиновије и Зиновија
Свети мученици Зеновије и Зеновија (умрли око 290; јез-гр Ζηνοβιος/Ζινοβιος κα Ζηνοβια) су хришћански светитељи из 3. века.
Према византијској хагиографији, Зеновије и његова сестра Зеновија су били из Егеја у Киликији. Потекли су из богате породице. Након смрти родитеља раздали су своје имање сиромасима, а сами су добровољно живели у сиромаштву, молитвено тихујући. 
Зиновије је имао дар исцељења болести и чудотворства. Због тога је изабран за епископа града Егеја. Ревносно је управљао епархијом, непрестано помажући људима, и исцељујући болесне.
У то време цар Диоклецијан покренуо је страшан прогон хришћана. У Киликијску покрајину допутоваје кнез Лисије, који је био задужен да мучи све који одбију да се одреку вере у Христа. Пре свих у Егеју су пострадала три хришћанска младића: Клавдије, Астерије и Неон. Били су мучени разним мукама, да би на крају били изведени изван града где су разапети на крсту. Затим, чувши о светом Зиновију, Лисије посла своје војнике да га ухвате. Кад светог епископа доведоше пред кнеза Лисија. Пошто је одбио да се одрекне Христа, Лисије је наредио да ухвате и његову сестру Зоновију и да их заједно туку и муче. Након тога је наредио да их баце у казан пун кипеће смоле, али им и то није нашкодили ништа, чак су притом и певали псалам Давидов: Спасао си нас од непријатеља наших, и посрамио си ненавиднике наше (Пс. 43, 8). Видећи то, мучитељ је наредио да их изведу ван града и тамо им одсеку главе. Након што су убијени, презвитер Хермоген је тајно узео  и положи у једном гробу, њихова тела.
Православна црква помиње свете Зиновије и Зоновију 30. октобара.